# 妮基·佩恩
妮基·佩恩（英語：Nikki Payne，1966年7月26日—），新西兰女子赛艇运动员。她曾代表新西兰参加1988年夏季奥林匹克运动会赛艇比赛，获得女子双人单桨无舵手铜牌。